# Anna Odobescu
Anna Odobescu (ur. 3 grudnia 1991 w Dubosary) – mołdawska piosenkarka.

## Życiorys
Ukończyła wydział wokalny jazzowo–popowy na Transnistrian College of Music im. Antona Rubinsteina w Tyraspolu oraz na Akademii Muzycznej, Teatralnej i Plastycznej w Kiszyniowie. Brała udział w wielu konkursach muzycznych m.in. w Petersburgu, Smoleńsku, Tyraspolu i Witebsku.
W 2019, reprezentując Mołdawię z utworem „Stay”, zajęła 12. miejsce w półfinale 64. Konkursie Piosenki Eurowizji w Tel Awiwie. Wystąpiła gościnnie w filmie Netflixa Eurovision Song Contest: Historia zespołu Fire Saga (2020).